# Grevskab
 Denne artikel omhandler overvejende eller alene danske forhold. Hjælp gerne med at gøre artiklen mere almen.
Et grevskab var oprindeligt et område, der var givet til en greve. I Det tysk-romerske Rige fandtes flere grevskaber, de fungerede som højt selvstyrende stater indtil 1803. Over tid er begrebet i en del lande overgået til at betyde en geografisk og/eller administrativ enhed på niveau mellem provins/region og by/kommune.

## Grevskaber i Danmark
I Danmark besluttede Christian 5. ved en forordning fra 1671, at adelige, der ejede jord nok, kunne oprette grevskaber og samtidigt få titel af lensgreve.
Minimumstørrelsen for et grevskab i Danmark var 2500 tdr. hartkorn. Hensigten var at knytte adelen tættere til Kronen. Det var oprindeligt bundet til slægten, kunne ikke handles eller pantsættes og gik tilbage til kronen i tilfælde af, at slægten uddøde. Da grevskaber ikke var privat ejendom, var besidderen afskåret fra at sælge grevskabet, der heller ikke kunne gøres til genstand for låneoptagelse eller kreditorforfølgning.
Lensgreven havde ret til udøvelse af en række offentligretlige beføjelser, fx hals- og håndsret, sigt- og sagefaldsret, jagtret, skiftejurisdiktion og ret til at udpege dommer og skriver til det birk, der hørte under grevskabet.
I perioden 1672-1843 blev der oprettet 27 grevskaber. I 1919 var der 21 tilbage.
Retten til at oprette baronier og grevskaber ophævedes med Grundloven af 1849, og med lensafløsningen i 1919 fastsatte man nærmere vilkår for, at lenene kunne overgå til besidderne:
- Staten opgav sin hjemfaldsret (det vil sige statens ret til at overtage grevskabet, hvis slægten uddøde) mod en afgift på 25% af ejendomsværdien. Desuden skulle besidderen overdrage 1/3 af jorden til oprettelse af statshusmandsbrug.